# Adriaan van Blijenburg
Adriaan Adrieanszoon (III) van Blijenburg (Dordrecht, 1532 - 1582) was burgemeester van Dordrecht.

## Biografie
Adriaan Adrieanszoon van Blijenburg was de zoon van Adriaen (II) van Blijenburgh en Clara Bogaert. Hij studeerde in Genève, waar hij het calvinisme leerde kennen. In zijn vaderstad teruggekeerd, deed hij zich kennen als een vijand van gewetensdwang en een voorstander van vrijheid. Hoewel hij het schoutambt van Dordrecht weigerde, was hij toch schepen in 1560-1565, en had als oud-schepen daarna zitting in de oud-raad. In 1572 was hij in het geheim met Willem van Oranje in briefwisseling omtrent de mogelijke overgang van Dordrecht naar de zijde van de opstand. Dit bleek in de vergadering van de oud-raad op 25 juni 1572 (zie ook Inname van Dordrecht, waar gesproken werd, wat te doen met de eissen van de voor de stad gekomen Watergeuzen onder Bartholt Entens van Mentheda. Hij verbaasde toen de stadraad met de ontvangen brieven, en toen deze aarzelde partij te kiezen, begaf Blijenburgh zich aan boord om met de Geuzen te onderhandelen. Weldra trokken deze de stad binnen en de omwenteling was zonder bloedvergieten volbracht. Kort daarop woonde hij de Eerste Vrije Statenvergadering te Dordrecht in de Heelhaeksdoel bij en regelde in 1577 met de Prins, bij wie hij in hoge achting stond, het verdrag met Haarlem.
In de nieuwe stand van zaken werd hij in 1572 van schepen tot burgemeester van Dordrecht, van 1572 tot 1574, en weer schepen in 1577-78, 1581. Voorts werd hij commissaris-generaal van het krijgsvolk, geheimraad van de Prins van Oranje, lid van de Raad van State, en werd met tal van belangrijke ambassades en commissiën belast. Hij was verder waardijn der Munt van Holland, en was gehuwd met Catharina Cool Adriaensdr, bij wie hij zes kinderen had.